# Black Eagle (Montana)
Black Eagle is een plaats (census-designated place) in de Amerikaanse staat Montana, en valt bestuurlijk gezien onder Cascade County.

## Demografie
Bij de volkstelling in 2000 werd het aantal inwoners vastgesteld op 914.

## Geografie
Volgens het United States Census Bureau beslaat de plaats een oppervlakte van
4,4 km², waarvan 4,0 km² land en 0,4 km² water.

## Plaatsen in de nabije omgeving
De onderstaande figuur toont nabijgelegen plaatsen in een straal van 24 km rond Black Eagle.